# Taiwanische Badmintonmeisterschaft 1960
Die Taiwanische Badmintonmeisterschaft der Saison 1959/1960 fand vom 2. bis zum 4. November 1959 in Taipeh statt. Es war die fünfte Auflage der nationalen Titelkämpfe von Taiwan im Badminton.

## Titelträger
| Disziplin    | Sieger                          |
| ------------ | ------------------------------- |
| Herreneinzel | George Ma                       |
| Dameneinzel  | Chai Chuen Chi                  |
| Herrendoppel | Liang Ching Yu Chiang Chai Yuen |
| Damendoppel  | nicht ausgetragen               |
| Mixed        | Kuo Haw Kuan Juke Pao Yuet      |